# Landtagswahl in Oberösterreich 1919
- SDAPDÖ: 22
- CS: 38
- DFOP: 12

Die Landtagswahl in Oberösterreich 1919 wurde am 23. Juni 1919 durchgeführt und war die erste Landtagswahl in Oberösterreich nach dem Ende des Ersten Weltkriegs. Dabei konnte die Christlichsoziale Partei (CSP) mit 51,1 % die absolute Stimmen- und Mandatsmehrheit erzielen und stellte in der Folge 38 der 72 Landtagsabgeordneten. Den zweiten Platz belegte die Sozialdemokratische Arbeiterpartei Deutschösterreichs (SDAPDÖ), die 28,8 % und 22 erzielte. Als dritte Partei kandidierte die Deutsche Freiheits- und Ordnungspartei als Zusammenschluss der Großdeutschen Volkspartei und des Bauernvereins bzw. Landbunds, die 20,1 % und 12 Mandate erzielen konnte. 
Der Landtag der XII. Wahlperiode konstituierte sich in der Folge und wählte die Landesregierung Hauser V zur neuen Oberösterreichischen Landesregierung.

## Wahlergebnis
|                                                                | Ergebnisse 1919 | Ergebnisse 1919 | Ergebnisse 1919 |
| -------------------------------------------------------------- | --------------- | --------------- | --------------- |
| Wahlberechtigte                                                | 500.518         | 500.518         | 500.518         |
| Wahlbeteiligung                                                | 77,32 %         | 77,32 %         | 77,32 %         |
|                                                                | Stimmen         | %               | Mand.           |
| Abgegebene Stimmen                                             | 386.986         |                 |                 |
| Ungültig                                                       | 1.606           | 0,42 %          |                 |
| Gültig                                                         | 385.380         | 99,58 %         |                 |
| Partei                                                         |                 |                 |                 |
| Christlichsoziale Partei (CSP)                                 | 196.982         | 51,11 %         | 38              |
| Sozialdemokratische Arbeiterpartei Deutschösterreichs (SDAPDÖ) | 111.026         | 28,81 %         | 22              |
| Deutsche Freiheits- und Ordnungspartei                         | 77.372          | 20,08 %         | 12              |
| Gesamt                                                         | 386.986         | 100,00 %        | 72              |